# HD 23319
HD 23319 är en ensam stjärna i den mellersta delen av stjärnbilden Eridanus som också har Bayer-beteckningen h Eridani. Den har en skenbar magnitud av ca 4,59 och är svagt synlig för blotta ögat där ljusföroreningar ej förekommer. Baserat på parallax enligt Gaia Data Release 2 på ca 19,2 mas, beräknas den befinna sig på ett avstånd på ca 170 ljusår (ca 52 parsek) från solen. Den rör sig bort från solen med en heliocentrisk radialhastighet på ca 10 km/s.

## Egenskaper
HD 23319 är en orange till gul jättestjärna av spektralklass K1.5 IIIb CN0.5, där suffixnoten anger att dess spektrum visar ett svagt överskott av cyanoradikaler. Det är en röd klumpjätte, vilket betyder att den befinner sig på den horisontella jättegrenen och genererar energi genom termonukleär fusion av helium i dess kärna. Den har en massa som är ca 1,2 solmassor, en radie som är ca 11 solradier och har ca 63 gånger solens utstrålning av energi från dess fotosfär vid en effektiv temperatur av ca 4 600 K.